# Lerdo
Ciudad Lerdo is een stad in de Mexicaanse deelstaat Durango. De plaats heeft 71.373 inwoners (census 2005) en is de hoofdplaats van de gemeente Lerdo.
Lerdo maakte deel uit van La Laguna, een stedelijk gebied waar ook Torreón en Gómez Palacio deel van uitmaken. De stad is gesticht in 1864 en genoemd naar de liberale politicus Miguel Lerdo. Lerdo is bekend vanwege haar roomijs.